# Lophira alata
Лофіра крилата (Lophira alata) — вид рослин роду лофіра.

## Назва

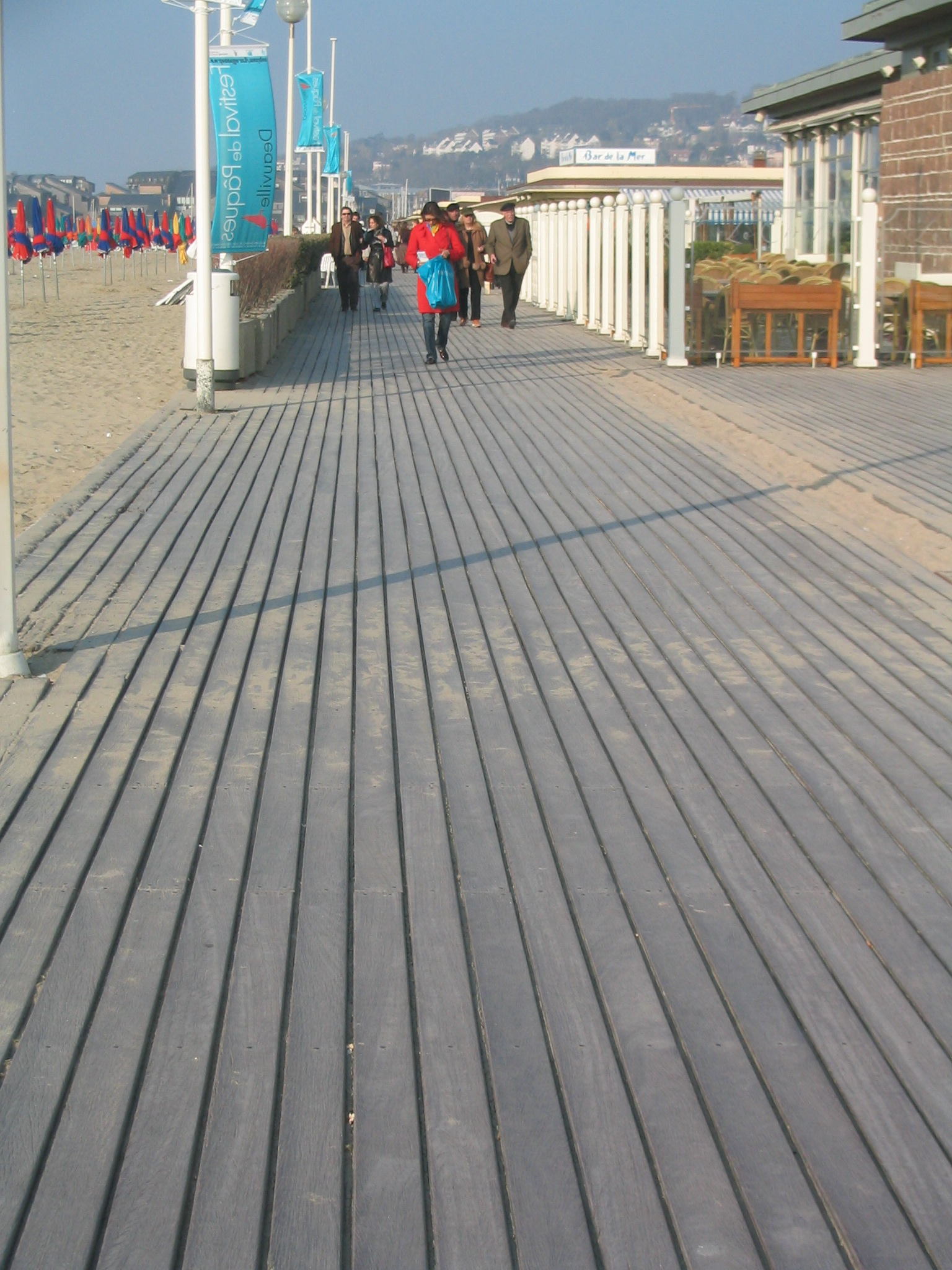
Доріжка з деревини лофіри крилатої

Використовується також назва «азобе».

## Будова
Дерево з дуже твердою деревиною. Стовбур прямий, без гілок до висоти 30 м, роздутий біля основи. Кора коричнева з яскраво жовтим шаром під нею. Листя цупке, вузьке, до 25 см.

## Поширення та середовище існування
Росте у субтропічних лісах Африки.

## Практичне використання
Деревина використовується для будівництва.